# Jean Dasté

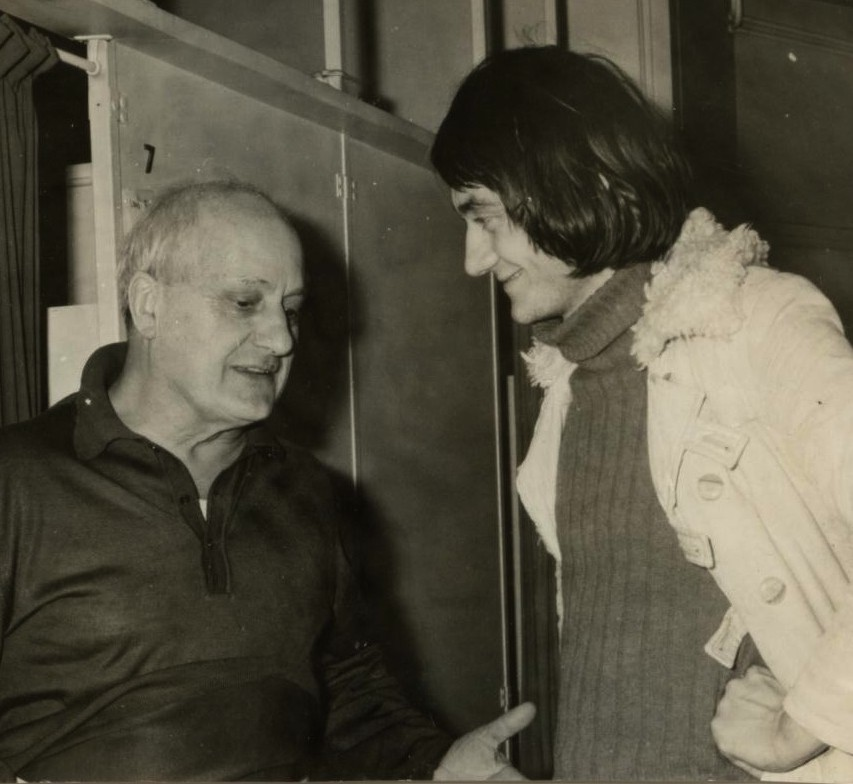
Jean Dasté (links) mit Alain Meilland im Mai 1974

Jean Georges Gustave Dasté (* 18. September 1904 in Paris; † 15. Oktober 1994 in Saint-Priest-en-Jarez, Département Loire) war ein französischer Schauspieler und Theaterregisseur.

## Leben
Am Theater wurde Jean Dasté durch seine Leistungen als Schauspieler und Regisseur vieler Werke bekannt, darunter auch Klassiker von Molière und William Shakespeare. Im Jahr 1947 wurde er der erste Direktor des Theaters Comedie de St.-Etienne in Saint-Étienne, welches er lange Jahre mit Erfolg führte. Seine Wahlheimat Saint-Étienne benannte nach seinem Tod eine Schule und ein Theater nach ihm.
Seinen ersten Filmauftritt übernahm der Schauspieler 1932 in Boudu – aus den Wassern gerettet von Jean Renoir. Er spielte später noch mehrmals unter Renoirs Regie Nebenrollen. In die Filmgeschichte schrieb sich Dasté als Hauptdarsteller der Jean-Vigo-Filme Betragen ungenügend (1933) und Atalante (1934). In späteren Jahren arbeitete er auch mit renommierten Nouvelle-Vague-Regisseuren wie Alain Resnais und François Truffaut. Er blieb bis in das hohe Alter als Schauspieler tätig und stand zuletzt 1990 für einen Kurzfilm vor der Kamera.
Jean Dasté heiratete die in Dänemark geborene Schauspielerin Marie-Hélène Copeau (1902–1994), die Tochter des französischen Schriftstellers Jacques Copeau (1879–1949). Er starb im Oktober 1994, weniger als zwei Monate nach dem Tod seiner Frau, mit 90 Jahren.

## Filmografie (Auswahl)
- 1932: Boudu – aus den Wassern gerettet (Boudou – sauvé des eaux)
- 1933: Betragen ungenügend (Zéro de conduite)
- 1934: Atalante (L’Atalante)
- 1936: Das Verbrechen des Herrn Lange (Le crime de Monsieur Lange)
- 1936: Das Leben gehört uns (La vie est à nous)
- 1937: Die große Illusion (La grande illusion)
- 1939/41: Schleppkähne (Remorques)
- 1943: Maigret und der Fall Picpus (Picpus)
- 1963: Muriel oder Die Zeit der Wiederkehr (Muriel ou Le temps d’un retour)
- 1965: Der Himmel brennt (Le Ciel sur la tête)
- 1966: Der Krieg ist vorbei (La guerre est finie)
- 1969: Z
- 1970: Der Wolfsjunge (L’enfant sauvage)
- 1976: Der Körper meines Feindes (Le Corps de mon ennemi)
- 1977: Der Mann, der die Frauen liebte (L’Homme qui aimait les femmes)
- 1978: Das grüne Zimmer (La Chambre verte)
- 1978: Molière
- 1978: Die Schildkröte auf dem Rücken (La Tortue sur le dos)
- 1980: Ferien für eine Woche (Une semaine de vacances)
- 1980: Mein Onkel aus Amerika (Mon oncle d’Amérique)
- 1982: Die Inseln (Les îles)
- 1984: Liebe bis in den Tod (L'amour à mort)
- 1987: Der Mönch und die Hexe (Le Moine et la Sorcière)
- 1989: Weiße Hochzeit (Noce blanche)
- 1990: Projections (Kurzfilm)